# Cilibia (wieś)
Cilibia – wieś w Rumunii, w okręgu Buzău, w gminie Cilibia. W 2011 roku liczyła 532 mieszkańców.